# 古达里
古达里（Gudari），是印度奥里萨邦Rayagada县的一个城镇。总人口6843（2001年）。

## 人口
该地2001年总人口6843人，其中男性3402人，女性3441人；0—6岁人口848人，其中男448人，女400人；识字率60.32%，其中男性为69.52%，女性为51.24%。